# Edinburgh Capitals
Edinburgh Capitals – szkocki klub hokeja na lodzie z siedzibą w Edynburgu, występujący w brytyjskich rozgrywkach EIHL.

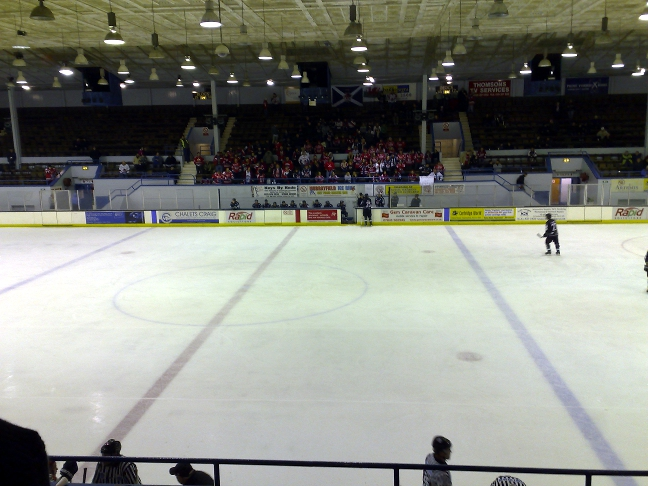
Lodowisko klubu

## Szkoleniowcy
Od 2011 do 2015 grającym trenerem zespołu był Słowak Richard Hartmann. W 2017 głównym trenerem był Ukrainiec Dmytro Chrystycz